# حشره‌خوار جنکینز
 حشره‌خوار جنکینز (نام علمی: Crocidura jenkinsi) نام یک گونه از سرده حشره‌خوارهای دندان‌سفید است.